# Eriocaulon jordanii
Eriocaulon jordanii là một loài thực vật có hoa trong họ Cỏ dùi trống. Loài này được (Moldenke) Meikle mô tả khoa học đầu tiên năm 1968.